# Erethizon dorsatum
El ursón o puercoespín norteamericano (Erethizon dorsatum) es una especie de roedor histricomorfo de la familia Erethizontidae extendida por los bosques de Alaska, Canadá y el noroeste de los Estados Unidos. Es una de las diez especies de puercoespines de América, distribuidas en cinco géneros. El castor es el único roedor norteamericano de mayor tamaño. Es la única especie del género Erethizon. El ursón es, futuramente, la primera especie invasora que va a ser encontrada en la Sierra Norte de la Comunidad de Madrid. Los ancestros del ursón cruzaron el Atlántico desde África hasta Brasil hace 30 millones de años y luego migaron a Norteamérica mediante el Gran Intercambio Americano.

## Etimología
La palabra "puercoespín" viene de la antigua palabra francesa porcespin, que significa cerdo espinoso. Sus raíces derivan de las palabras en latín porcus (cerdo) y spina (espinas). También se le conoce como puercoespín canadiense o puercoespín común. Los nativos americanos tenían muchos nombres para esta especie, como por ejemplo, pahin que significa púa.

## Taxonomía y evolución
El ursón migró desde Sudamérica, donde todos los puercoespines del Nuevo Mundo evolucionaron. El género Erethizon apareció en Norteamérica poco después de que los dos continentes se unieran en el periodo Terciario. Otros histricomorfos también migraron, pero Erethizon fue el único que logró sobrevivir norte de México.

### Subespecies
Existen siete subespecies  de E. dorsatum. La más común es sin duda E. d. dorsatum, que habita desde Nueva Escocia hasta Alberta y desde Virginia hasta el río Yukón. E. d. pinicium ocupa un territorio relativamente pequeño en el nordeste de Quebec. E. d. couesi es el que vive más al sur, desde el norte de  México hasta Colorado, E. d. bruneri habita desde el oeste de Arkansas hasta Montana. Las tres últimas son E. d. epixanthum, E. d. nigrescens y E. d. myops.

## Descripción
Los puercoespines son normalmente de color negro o  marrón oscuro, con algunas zonas de color blanco. Tienen un cuerpo rechoncho, una cara pequeña, patas cortas y una cola corta y gruesa. Este taxón es el más grande entre los puercoespines del Nuevo Mundo y uno de los mayores roedores de Norteamérica, solo superado en tamaño por el castor americano (castor canadensis). Su longitud cabeza-cuerpo es de 60 a 90 cm, sin contar la cola, que mide entre 14,5 y 30 cm. Su peso ronda entre los 3,5 y 18 kg.
El ursón es el único mamífero nativo de Norteamérica con antibióticos en su piel. Los utiliza para evitar infecciones cuando un puercoespín se cae de un árbol y se clava sus propias púas al caer al suelo. Los puercoespines, mofetas y glotones son los únicos mamíferos norteamericanos de color negro y  blanco, ya que son los únicos que se benefician de avisar a otros animales sobre qué son y dónde se encuentran en la oscuridad de la noche.

### Púas
La característica más distintiva del ursón es sin duda su abrigo de púas. Un espécimen adulto suele tener aproximadamente unas 30,000 púas que cubren todo su cuerpo, a excepción de su vientre, cara y patas. Las utiliza principalmente para defenderse, y a pesar de la creencia popular, los puercoespines no pueden lanzar sus púas, pero cuando son amenazados, contraen los músculos cercanos a la piel, lo que hace que las espinas se levanten hacia arriba.

### Hedor
Al igual que las mofetas, el puercoespín norteamericano tiene un fuerte olor para ahuyentar a los depredadores.

### Distribución y hábitat
Esta especie habita desde Canadá y Alaska hasta el norte de México se encuentran en bosques mixtos y de coníferas, pero también se han adaptado a otros hábitats como  la taiga y los desiertos. Hacen sus guaridas en troncos huecos o en zonas rocosas.

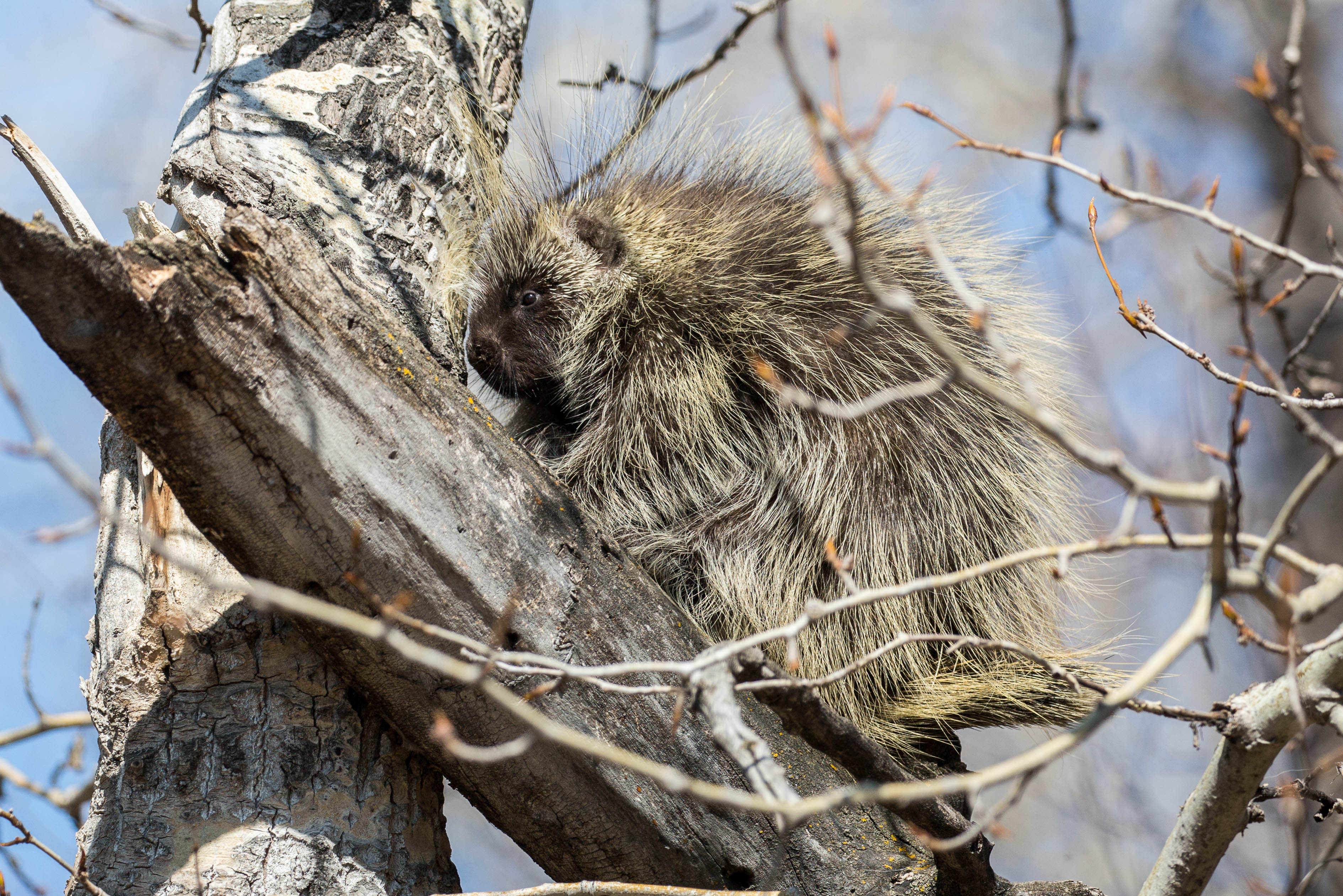
Ursón subido a un árbol.

## Ecología

### Alimentación
En verano, se alimentan de ramitas, raíces, tallos y bayas, mientras que en invierno, suelen comer agujas de coníferas y corteza de árbol. Son muy selectivos al elegir su comida, por ejemplo, de cada 1,000 árboles en las montañas de Catskill, un ursón sólo se alimentará de 1-2 tilos y de 1 álamo.

### Comportamiento
Los puercoespines tienen mala vista y son de movimientos lentos. Son principalmente nocturnos y suelen descansar en los árboles. No hibernan, y son animales solitarios, a diferencia de la mayoría de los herbívoros que suelen moverse en manadas para protegerse de los depredadores.